# Jon Bru
Pour les articles homonymes, voir Bru.
Bru  Pascal est un nom espagnol. Le premier nom de famille, en général paternel, est Bru ; le second, en général maternel, souvent omis, est Pascal.
Jon Bru Pascal est un coureur cycliste espagnol né le 18 octobre 1977 à Bera.
Professionnel de 2002 à 2008, son palmarès comprend notamment des succès acquis au Tour du district de Santarém et à la Classica do Seixal. Il s'est aussi classé cinquième de la Classique de Saint-Sébastien en 2005.

## Palmarès et résultats

### Palmarès amateur
- 1996
  - Mémorial Etxaniz
- 1997
  - Torneo Lehendakari
  - Premio Elorrio
  - Gran Premio Górliz
- 1998
  - Gran Premio Txakain
  - Antzuola Saria
  - 2e de la San Martín Proba
- 1999
  - San Martín Proba
- 2000
  - Xanisteban Saria
  - Laudio Saria
  - Premio Villa de Fuenmayor
  - Trofeo Ayuntamiento Olazagutía
  - 2e du Mémorial Cirilo Zunzarren
  - 2e de la Prueba San Juan
  - 3e du Circuito Aiala
- 2001
  - Mémorial Valenciaga
  - Prueba Loinaz
  - Trofeo Licores Ordoki
  - Mémorial Claudio Pedruzo
  - 2e de Bayonne-Pampelune
  - 3e de la Subida a Gorla
  - 3e de la Prueba Alsasua

### Palmarès professionnel
- 2002
  - Classica do Seixal
- 2003
  - 3e étape du Tour des Terres de Santa Maria da Feira
  - 3e du Tour des Terres de Santa Maria da Feira
- 2004
  - Voltas à Vila do Bombarral
  - 3e du Circuit de Malveira
- 2005
  - 2e de la Subida al Naranco
  - 5e de la Classique de Saint-Sébastien
- 2006
  - 2e et 4e étapes du Tour du district de Santarém
  - 2e du Grand Prix de Fourmies
  - 2e de la Clásica a los Puertos

## Classements mondiaux
| Année           | 2005 | 2006 |
| --------------- | ---- | ---- |
| UCI Europe Tour | 51e  | 151e |